# Правитељство суда црногорског и брдског
Правитељство суда црногорског и брдског је први орган државне власти на подручју (старе) Црне Горе и Брда. Ово тело је основано октобра 1798. године на заједничком збору црногорских и брдских главара у манастиру Стањевићима. Овај орган се називао и Сенат или Кулук, а његови чланови сенатори или кулуци. Имао је углавном судску власт, а његове одлуке је потписивао цетињски митрополит или гувернадур. Пошто је нешто раније био донет закон под називом Стега црногорска и брдска (1796), а потом и Законик општи црногорски и брдски, рад овог тела се заснивао на примени поменутих прописа, али и на одредбама обичајног права. Рад овог тела је био посебно значајан за судско сузбијање кривичних дела, пошто су отимачине, убиства, пљачке и крвна освета биле честе појаве. Чланови овог тела су једину надокнаду за свој рад имали од новчаних глоба које су плаћали преступници. Поред овог средишњег орагана, постојали су и нижи судови по племенима.